# خاطره حاتمی
خاطره حاتمی (زاده ۲۴ شهریور ۱۳۶۲، زنجان) بازیگر ایرانی سینما و تلویزیون است. وی با بازی در مجموعهٔ تلویزیونی فقط به خاطر تو به شهرت رسید.
حاتمی در دوران دبیرستان دانش‌آموز رشتهٔ تجربی بود و در مقطع پیش‌دانشگاهی، رشتهٔ هنر را انتخاب کرد. او همچنین دانشجوی کارشناسی روان‌شناسی بود؛ اما پس از مدتی انصراف داد. حاتمی پس از انصراف از دانشگاه، فعالیت هنری خود را به‌صورت حرفه‌ای در سال ۱۳۸۱ آغاز کرد.

## فیلم‌شناسی

### سینمایی
- مورچه خوار (١٣٩٨)
- به وقت طلاق (۱۳۹۷)
- دربست (۱۳۹۳)
- عشق و مکافات    (۱۳۹۲)
- ازدواج مشروط (۱۳۹۲)
- دنیای پرامید (۱۳۹۱)
- در امتداد شهر (۱۳۸۹)
- همبازی (۱۳۸۸)
- دختران (۱۳۸۸ در عنوان بندی نیامده)
- صندلی خالی (۱۳۸۷ در عنوان پایانی)
- قرنطینه (۱۳۸۶)
- گرگ و میش (۱۳۸۵)
- ناف (۱۳۸۱)

### مجموعه‌های تلویزیونی
| سال  | عنوان مجموعه       | سمت    | کارگردان                      | توضیحات               |
| ---- | ------------------ | ------ | ----------------------------- | --------------------- |
| ۱۴۰۰ | زن زندگی مرد زندگی | بازیگر | غلامرضا رمضانی، مسعود شامحمدی | شبکه پنج              |
| ۱۳۹۸ | زیرهمکف            | بازیگر | بهمن گودرزی                   | شبکه یک               |
| ۱۳۹۸ | خانواده دکتر ماهان | بازیگر | راما قویدل و علی محمد قاسمی   | شبکه دو               |
| ۱۳۹۷ | تعطیلات رؤیایی     | بازیگر | علیرضا امینی                  | شبکه دو               |
| ۱۳۹۴ | کیمیا              | بازیگر | جواد افشار                    | شبکه دو               |
| ۱۳۹۴ | آمین               | بازیگر | بهرنگ توفیقی و منوچهر هادی    | شبکه یک               |
| ۱۳۹۲ | خواب بلند          | بازیگر | احمد کاوری                    | شبکه دو               |
| ۱۳۹۲ | سرزمین مادری       | بازیگر | کمال تبریزی                   | شبکه سه               |
| ۱۳۹۱ | بیدارباش           | بازیگر | احمد کاوری                    | شبکه یک               |
| ۱۳۹۰ | راه طولانی         | بازیگر | رضا کریمی                     | شبکه یک در نقش سمانه  |
| ۱۳۸۹ | باغ شیشه‌ای         | بازیگر | مهدی مظلومی                   | شبکهٔ دو               |
| ۱۳۸۸ | گاوصندوق           | بازیگر | مازیار میری                   | شبکه سوم سیما         |
| ۱۳۸۸ | کلانتر ۳           | بازیگر | محسن شاه‌محمدی                 | شبکه اول در نقش ناهید |
| ۱۳۸۸ | ماه عسل            | بازیگر | شاهد احمدلو                   | نوروز ۱۳۸۸ شبکه دو    |
| ۱۳۸۵ | پول کثیف           | بازیگر | جواد افشار                    | شبکه تهران            |
| ۱۳۸۵ | سلام               | بازیگر | محمدرضا فرزین                 | شبکه تهران            |
| ۱۳۸۵ | ازنفس‌افتاده        | بازیگر | قاسم جعفری                    | شبکه یک               |
| ۱۳۸۲ | فقط به خاطر تو     | بازیگر | اکبر منصور فلاح               | شبکه سوم سیما         |

### تئاتر
- وقتی کبوترها ناپدید شدند (هستی حسینی، ۱۳۹۸)
- رؤیای یک‌نیمه شب تابستان (مصطفی کوشکی، ۱۳۹۸)
- دکلره (صحرا فتحی)
- کسی نبود ما را بیدار کند

| سال  | عنوان       | سمت    | کارگردان        | توضیحات   |
| ---- | ----------- | ------ | --------------- | --------- |
| ۱۴۰۴ | شام ایرانی  | بازیگر | سعید ابوطالب    |           |
| ۱۳۹۹ | شبهای مافیا | بازیکن | سعید ابوطالب    |           |
| ۱۳۹۹ | سریال دادزن | بازیگر | سیامک خواجه وند | منتشر شده |